# Ново-Ямская
Ново-Ямская — деревня в Старицком районе Тверской области, административный центр Ново-Ямского сельского поселения.

## География
Деревня находится на правом берегу Волги, с юго-востока примыкает к городу Старица.

## История
В конце XIX — начале XX века Ново-Ямская слобода входила в состав Ефимьяновской волости Старицкого уезда Тверской губернии. 
С 1929 года деревня являлась центром Ново-Ямского сельсовета Старицкого района Ржевского округа Западной области, с 1935 года — в составе Калининской области, с 1994 года — центр Ново-Ямского сельского округа, с 2005 года — в составе Ново-Ямского сельского поселения.
В годы Советской власти в деревне располагалось центральная усадьба колхоза «Верхневолжский».

## Население
| 1859 | 1997 | 2002 | 2010 |
| ---- | ---- | ---- | ---- |
| 225  | ↗727 | ↘485 | ↗503 |

## Инфраструктура
В деревне имеются МБОУ «Ново-Ямская средняя общеобразовательная школа имени адмирала Ф.С. Октябрьского», ГБУ «Социально-реабилитационный центр для несовершеннолетних Старицкого района», дом культуры, фельдшерско-акушерский пункт.